# Heptapotamia eustratii
Heptapotamia eustratii är en fjärilsart som beskrevs av Alphéraky 1883. Heptapotamia eustratii ingår i släktet Heptapotamia och familjen nattflyn. Inga underarter finns listade i Catalogue of Life.